# 巴拿馬金蛙
巴拿馬金蛙，學名為澤氏斑蟾（學名：Atelopus zeteki）是極危物種的蟾蜍，巴拿馬的特有種。過往並不知這種斑蟾的存在，但當發現後其野生的種群已將近滅絕了，故急需進行保育。

## 生理

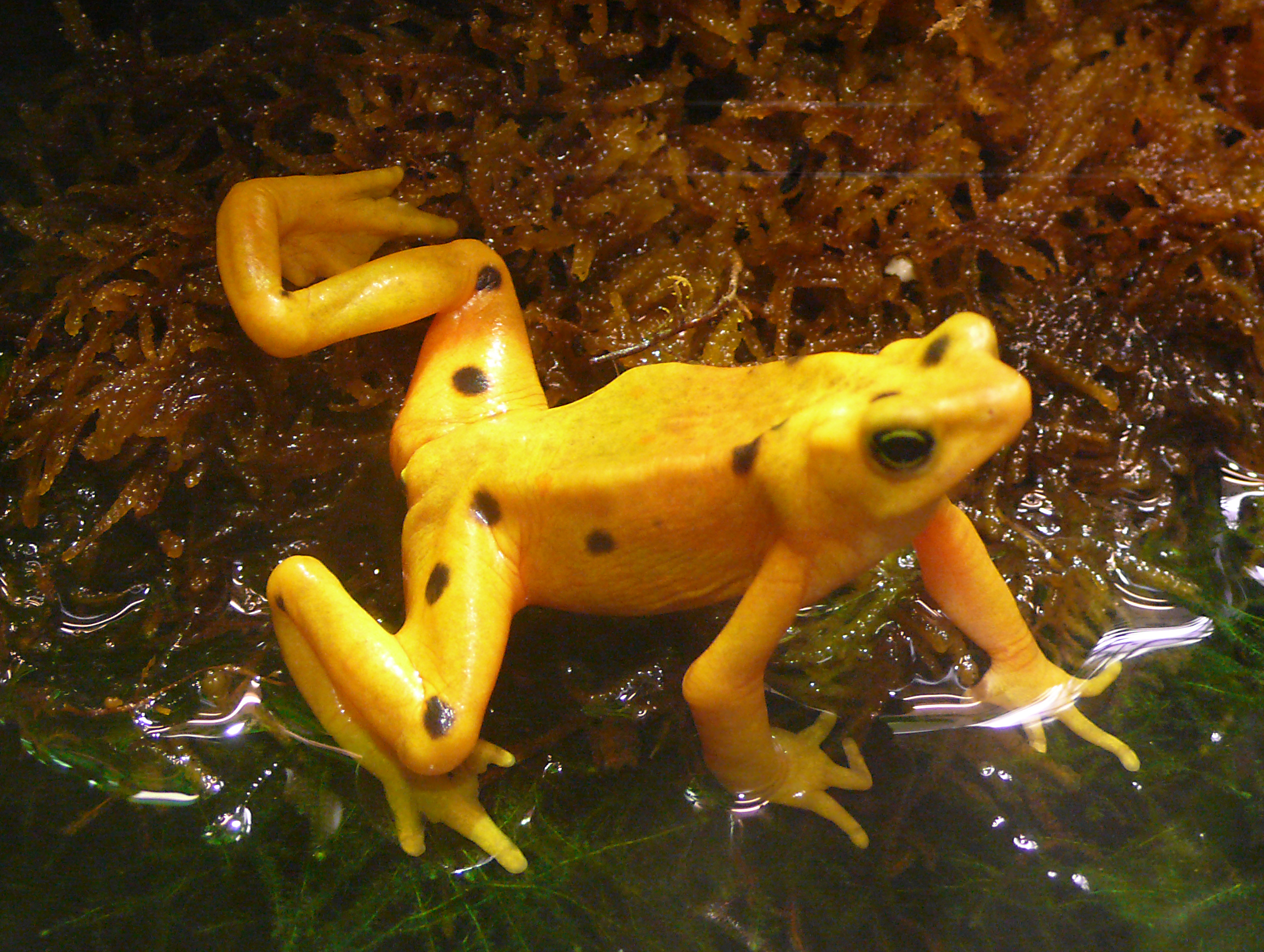
美国圣路易斯动物园的巴拿馬金蛙

雄性巴拿馬金蛙在乾旱的環境身長35-40毫米及重3-5克，雌性則長約45-50毫米及重4-7克。在雨林中牠們會稍大，雄性長達48毫米及重12克，而雌性則長63毫米及重15克。牠們棲息在熱帶雨林地區，尤其在山區及近河流地區。巴拿馬金蛙的數量因壺菌病的擴散而大幅減少，另外失去棲息地及環境污染亦是減少的原因。
巴拿馬金蛙的傳說指牠們在死時會完全的變成金色。巴拿馬金蛙可以環抱幾日至幾個月不等，而牠們一般會在淺河邊產卵。
巴拿馬金蛙最特別的地方是牠們以手打訊號來溝通，向敵人及同類揮手。後由河流的噪音很大，影響了牠們哇叫的溝通，故牠們發展了這種獨有的溝通方式。巴拿馬金蛙可以分泌神經毒素來保護自己。

## 分類

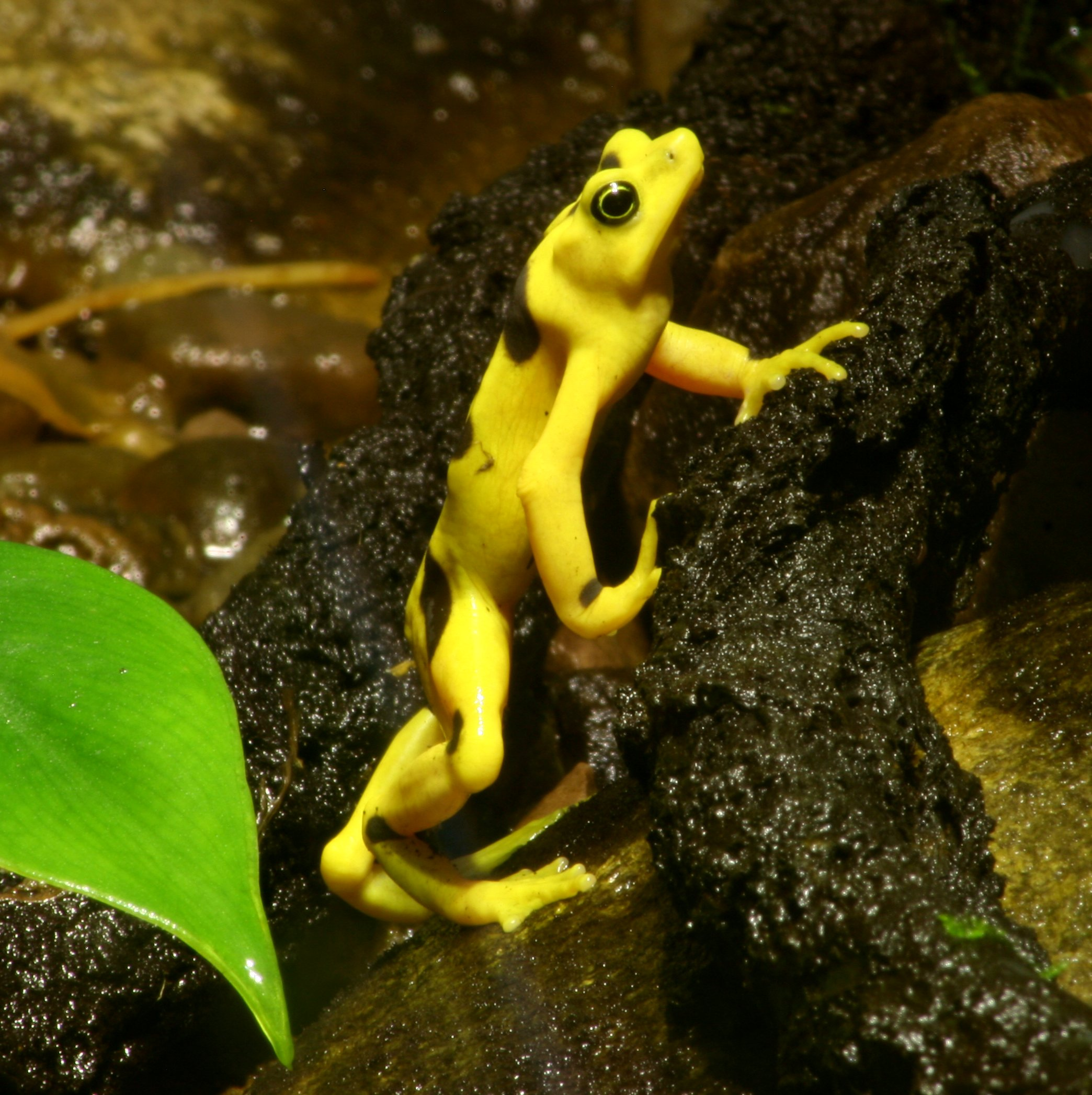
Buffalo Zoo的巴拿馬金蛙

雖然巴拿馬金蛙被稱為「蛙」，但除了有潤滑的皮膚及像蛙的外貌外，牠們其實是屬於蟾蜍。

## 外部連結
- St. Louis Zoo
- Houston Zoo
- Discover Life website: Atelopus zeteki （页面存档备份，存于）
- Discover Life website: Species ID tool